# Szomatosztatin

A 14 aminosavból álló szomatosztatin szerkezete

A szomatosztatin vagy növekedésihormon-gátló hormon egy peptidhormon, amelynek fő funkciója, hogy gátolja az agyalapi mirigy és az emésztőrendszer által kibocsátott hormonok (mint pl. az inzulin és a glukagon) termelődését.
A szervezeten belül két aktív formája létezik: egy 14 és egy 28 aminosavas verzió, amelyek alternatív hasítással jönnek létre egy prekurzor fehérjéből.
Az embernek egy szomatosztatingénje van a 3. kromoszómán (SST), de a gerincesek között a gén hat változata létezik és például a zebradánió mind a hat verzióval rendelkezik, amelyeknek mind külön receptora is van. A feltételezések szerint ez a hat gén a törzsfejlődés során három különálló teljes genomduplikációval jött létre.

## Szintézise
A szomatosztatin az emésztőszervekben és az agyban termelődik. Az emésztőrendszerben a gyomorkapu, a patkóbél és a hasnyálmirigy Langerhans-szigeteinek delta-sejtjei (vagy D-sejtjei) szintetizálják. A gyomorban termelt szomatosztatin a vénás vérbe kerül, ahol a szíven keresztülhaladva a vérkeringéssel jut azokhoz a szervekhez, ahol kifejtheti hatását. Ezenkívül parakrin módon a delta-sejteket körülvevő szövetekre is hatással van: a gyomorban például közvetlenül csökkenti a parietális sejtek gyomorsavtermelését. A szomatosztatin a savtermelést közvetetten, a gasztrin-, szekretin- és hisztamintermelés gátlásával is képes visszafogni.
Az agyban a hipotalamusz ventromediális magjának neuroendokrin idegsejtei is szintetizálnak szomatosztatint. Innen az agyalapi mirigy elülső lebenyébe kerül, ahol meggátolja a növekedési hormon szekrécióját. A szomatosztatint termelő sejtek képesek érzékelni a vér növekedési hormon-koncentrációját és ha az túl magasra nő, negatív visszacsatolás révén megemelik a szomatosztatin-kibocsátásokat.
A hormon kisebb mértékben az agy egyéb sejtjeiben is szintetizálódik és a receptora is több egyéb területen megtalálható.

## Hatásai

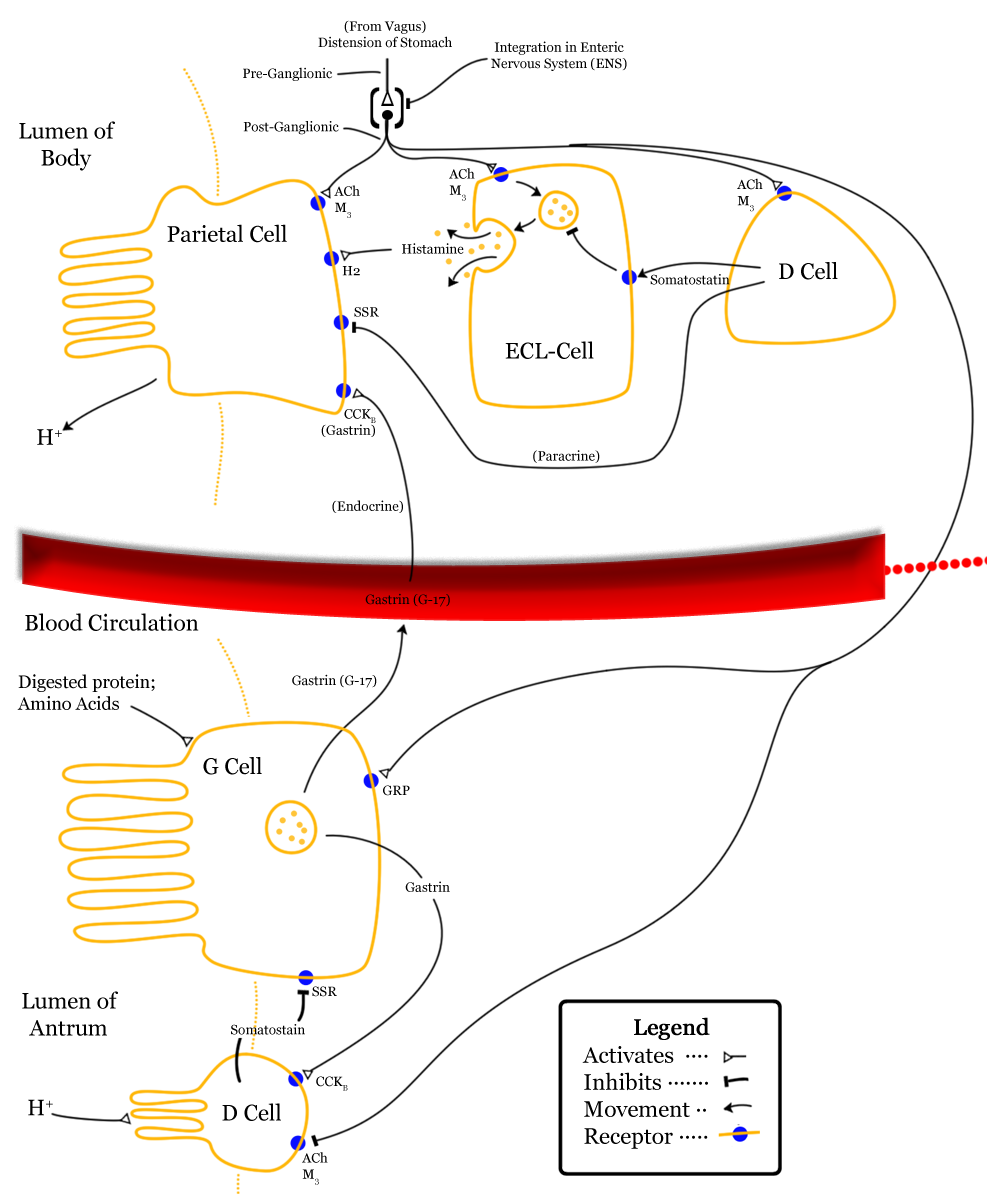
A gyomorsavtermelés szabályozása

A szomatosztatin a szervezet több részén is hat, jellemzően más hormonok termelését gátolja.

### Az agyalapi mirigy elülső lebenyében
- gátolja a növekedési hormon kibocsátását[5] (vagyis ellenkező hatású, mint a növekedésihormon-felszabadító hormon)
- gátolja a tireotropin (pajzsmirigyserkentő hormon) kibocsátását[6]
- gátolja a prolaktin kibocsátását

### Az emésztőrendszerben
- gátolja a következő hormonok szekrécióját:
  - gasztrin
  - kolecisztokinin
  - szekretin
  - motilin
  - vazoaktív intesztinális peptid
  - gasztrikus gátló polipeptid
  - glukagon
  - inzulin
  - enteroglukagon
- ezenkívül gátolja a parietális sejtek gyomorsavszekrécióját
- visszafogja a gyomor ürülését, csökkenti a belek simaizommozgását és vérellátását[5]
- gátolja a szénhidrátok, aminosavak, zsírok felszívódását.

Általánosságban visszafogja az emésztőrendszer működését.

## Szomatosztatin-hatású gyógyszerek
Az oktreotid (Szandosztatin) egy nyolc aminosavból álló peptid, amelynek hatása nagyon hasonlít a szomatosztatinéhoz, de intenzívebben képes gátolni a növekedési hormon, a glukagon és az inzulin kibocsátását és jelentősen stabilabb is (felezési ideje a vérben 90 perc, a természetes szomatosztatinénak (2-3 perc) 30–45-szöröse). Mivel a bélből rosszul szívódik fel, többnyire injekcióval adják be. Többek között a karcinoid szindróma és az akromegália tüneti kezelésére alkalmazzák.
Hasonló hatóanyag a szintén oligopeptid szerkezetű szomatosztatin-analóg lanreotid (Szomatulin); indikációja is hasonló.

## Fordítás
- Ez a szócikk részben vagy egészben  a   Somatostatin című angol Wikipédia-szócikk ezen változatának fordításán alapul.  Az eredeti cikk szerkesztőit annak laptörténete sorolja fel. Ez a jelzés csupán a megfogalmazás eredetét és a szerzői jogokat jelzi, nem szolgál a cikkben szereplő információk forrásmegjelöléseként.